# Benedek Kovács
Benedek Bendegúz Kovács (Budapest, 18 maggio 1998) è un nuotatore ungherese, specializzato nello stile dorso.

## Biografia
Agli europei di Budapest 2021, disputati alla Duna Aréna nel maggio 2021, si è classificato rispettivamente 27º nei 50 m dorso, 12º nei 100 m, 13º nei 200 m e 10º staffetta 4x100 metri misti.
Ha rappresentato l'Ungheria ai Giochi olimpici estivi di Tokyo 2020, piazzandosi 15º nella staffetta 4x100 m misti mista, assieme a Petra Halmai, Richárd Márton e Fanni Gyurinovics; nell'occasione il quartetto ha stabilito il primato ungherese della disciplina, grazie al tempo di 3'47"15.
Ha preso parte ai mondiali di Budapest 2022, in cui è stato eliminato in batteria nei 100 m dorso con il 19º tempo ed ha raggiunto la finale nei 200 m dorso, chiusa all'8º posto.
Agli europei di Roma 2022 ha vinto la medaglia d'argento nei 200 m dorso, terminando la gara alle spalle del francese Yohann Ndoye-Brouard.

## Palamarès
| Anno | Manifestazione  | Sede     | Evento              | Risultato | Prestazione | Note |
| ---- | --------------- | -------- | ------------------- | --------- | ----------- | ---- |
| 2021 | Europei         | Budapest | 50 m dorso          | 27º B     | 25"53       |      |
| 2021 | Europei         | Budapest | 100 m dorso         | 12º SF    | 54"36       |      |
| 2021 | Europei         | Budapest | 200 m dorso         | 13º SF    | 1'58"20     |      |
| 2021 | Europei         | Budapest | 4x100 m misti       | 10º B     | 3'36"05     |      |
| 2021 | Giochi olimpici | Tokyo    | 4x100 m misti mista | 15º B     | 3'47"15     |      |
| 2022 | Mondiali        | Budapest | 100 m dorso         | 19º B     | 54"47       |      |
| 2022 | Mondiali        | Budapest | 200 m dorso         | 8º        | 1'58"52     |      |
| 2022 | Europei         | Roma     | 50 m dorso          | 25º SF    | 25"73       |      |
| 2022 | Europei         | Roma     | 100 m dorso         | 12º B     | 54"47       |      |
| 2022 | Europei         | Roma     | 200 m dorso         | Argento   | 1'56"03     |      |